# Bilichilde (femme de Thibert II)
Pour les articles homonymes, voir Bilichilde.
Titre
Reine des Francs
Bilichilde (en latin Bilihildis), morte en 610, est une reine franque.
D'après Frédégaire, elle est achetée comme esclave par la reine Brunehaut. Son origine demeure incertaine, quoique certains auteurs l'identifient à l'une des deux filles de Gisulf, duc du Frioul, réduites en esclavage par les Avars et rachetées par la suite pour être mariées à des princes germaniques. L'historien Christian Settipani démontre la fragilité de cette hypothèse.
En 608, elle épouse Thibert II, roi d'Austrasie et donne naissance à une fille dont on ignore le nom. Celle-ci est fiancée en 610 à Adaloald, fils d'Agilulf, roi des Lombards. Le doute demeure concernant Mérovée, fils de Thibert II, dont la mère serait soit Bilichilde, soit Théodechilde.
Pour pouvoir épouser cette dernière, Thibert assassine Bilichilde en 610.

## Sources
- Chronique de Frédégaire[4] :

« La treizième année du règne de Théodoric, Théodebert avait pour femme Bilichilde, que Brunehault avait achetée à des marchands. Comme Bilichilde était aimable et chérie de tous les Austrasiens, qu’elle dédommageait du pauvre esprit de Théodebert, elle ne se croyait en rien inférieure à Brunehault, et souvent elle l’insultait par ses messagers, pendant que de son côté cette reine lui reprochait d’avoir été sa servante ; enfin, après qu’elles se furent réciproquement irritées par des ambassades et des paroles de ce genre, on convint d’une entrevue sur la frontière du Sundgau, afin que ces deux reines se réunissent et rétablissent la paix entre Théodoric et Théodebert ; mais Bilichilde, par le conseil des Austrasiens, refusa d’y venir. (IV, 35) »

« Cette année [La quinzième année du règne de Théodoric] Bilichilde fut tuée par Théodebert, qui prit pour femme une jeune fille nommé Theudichilde. (IV, 37) »

- Paul Diacre, Histoire des Lombards :

« L'été suivant au mois de Juillet [610] , Adaloald fut élevé à la royauté des Lombards, dans le Cirque de Milan, en présence de son père Agilulf et des Ambassadeurs de Théodebert Roi des Francs, ceux-ci firent épouser à Adaloald encore enfant, la fille de Théodebert et conclurent une paix perpétuelle avec les Lombards. (Livre IV, Chap.XXXI) »